# Ahausen
Ahausen är en kommun och ort i Landkreis Rotenburg i förbundslandet Niedersachsen i Tyskland.
Kommunen ingår i kommunalförbundet Samtgemeinde Sottrum tillsammans med ytterligare sex kommuner.